# Furggen
Die Furggen ist ein 3492 m ü. M. hoher Berg in den Walliser Alpen. Er liegt auf der schweizerisch-italienischen Grenze in unmittelbarer Nähe des Matterhorns und des Furgghorns. Auf dem Gipfel befindet sich die Bergstation der von 1953 bis 1993 betriebenen Pendelbahn Funivia del Furggen.